# Molophilus (Molophilus) vafer
Molophilus (Molophilus) vafer is een tweevleugelige uit de familie steltmuggen (Limoniidae). De soort komt voor in het Palearctisch gebied.